# Just Dance 2020
Pour les articles homonymes, voir Just Dance.
Just Dance 2020 est un jeu vidéo de rythme développé par Ubisoft Paris et édité par Ubisoft, qui est sorti le 5 novembre 2019 sur les consoles Wii, PlayStation 4, Xbox One, Nintendo Switch et Google Stadia. Il s'agit du onzième volet principal de la série Just Dance. Il s'agit également du dernier jeu à sortir sur Wii, soit 13 ans après la sortie de la console.

## Description du jeu
Comme dans les précédentes opus, les joueurs doivent imiter le coach de l'écran pour une chanson choisie, marquant des points en fonction de leur exactitude. L'objectif de Just Dance est de danser, en suivant les mouvements des danseurs (on peut aussi s'aider des pictogrammes permettant de prévisualiser les mouvements).
La détection des mouvements se fait :
- grâce à la Wiimote sur Wii,
- grâce à la Kinect sur Xbox,
- grâce à la PlayStation Camera sur PS4,
- grâce à la PlayStation Move sur PS3, PS4,
- grâce au paire de Joy-Con détachés de la console sur Nintendo Switch,
- grâce à son smartphone sur PC, PS4, PS5, Xbox 360, Xbox One, Xbox Series et Wii U.

### But du jeu
Le but du jeu est de gagner le plus d'étoiles.
Le jeu est composé de plusieurs catégories de points :
- X (Croix rouge) : Vous avez raté un mouvement.
- OK : Vous n'avez pas fait comme il faut le mouvement.
- GOOD : Votre rythme de danse est bien rythmé.
- SUPER : Vous êtes à la pointe de la perfection.
- PERFECT : Votre rythme de danse est parfait continuez comme ça.
- YEAH : Vous avez réussi parfaitement le mouvement gold vous gagnez beaucoup de points.

### Types de danses
Dès la sortie du jeu un nouveau type de danse est mis en place : le mode duo où deux joueurs peuvent participer, chacun ayant une chorégraphie légèrement différente, s'ensuit les danses crew où quatre joueurs peuvent participer puis les danses on stage où trois joueurs peuvent danser avec le joueur du milieu ayant une chorégraphie changeante.
Mais il existe d'autres types de danse disponibles comme:
- Version alternative : une autre type de chorégraphie sur la même musique.
- Version extreme : des danses avec un niveau élevé.
- Version sweat : des danses fitness aérobique.
- Mashup : un mélange de danse de tous les opus pour une chorégraphie amusante.

### Just Sweat
C'est un programme de fitness personnalisé. Celui-ci permet au joueur de créer sa propre playlist qu'il pourra ensuite modifier en fonction de la difficulté de la chorégraphie, de la durée du programme et du nombre de calories qu'ils souhaitent brûler.

## Système de jeu
Just dance 2020 est un jeu classé dans la catégorie dite de "danse". Le principe du jeu est d'imiter les mouvements du personnage à l'écran (un coach) comme si c'était le reflet d'un miroir. Selon la chanson, les mouvements sont plus ou moins complexes et demandent plus ou moins d'effort. Des icônes indiquant les suites de pas et de mouvements défilent en bas de l'écran. S'ils sont effectués correctement et en rythme, le joueur obtient des points de score. Certains mouvements valent sensiblement plus de points, on les reconnait aux effets lumineux autour du coach, ce sont les Gold Moves. Si la chanson choisie est une chorégraphie en duo ou en groupe, il arrive que les joueurs fassent des mouvements différents, et soient amenés à se croiser.

## Liste des titres
Le service Just Dance Unlimited, disponible sur les consoles des 7e et 8e génération, permet aux joueurs d'accéder à plus de 500 chansons issues des opus précédents, ainsi que des contenus exclusifs.
La liste ci-dessous sont les chorégraphies qui apparaissent dans Just Dance 2020, qui comprennent:
| Chanson                                 | Artiste(s)                                    | Année | Mode    | Danseur(s)        |
| --------------------------------------- | --------------------------------------------- | ----- | ------- | ----------------- |
| 365                                     | Zedd, Katy Perry                              | 2019  | Solo    | ♀️                |
| 7 rings                                 | Ariana Grande                                 | 2019  | Trio    | ♀️♀️♀️            |
| Always Look On The Bright Side Of Life* | Monty Python (The Frankie Bostello Orchestra) | 1979  | Quatuor | ♂/♀/♂/♀           |
| Baby Shark                              | Pinkfong                                      | 2016  | Duo     | ♀️♂️(un animal)   |
| Bad Boy                                 | Riton & Kah-Lo                                | 2018  | Duo     | ♀️♀️              |
| Bad Guy                                 | Billie Eilish                                 | 2019  | Solo    | ♂️                |
| Bangarang                               | Skrillex ft. Sirah                            | 2011  | Solo    | ♂️                |
| Bassa Sababa                            | Netta                                         | 2019  | Solo    | ♀️(animal)        |
| Con altura                              | Rosalía, J Balvin ft. El Guincho              | 2019  | Solo    | ♀️                |
| Con Calma                               | Daddy Yankee ft. Snow                         | 2019  | Duo     | ♂️♂️(animaux)     |
| Djadja (France uniquement)              | Aya Nakamura                                  | 2018  | Solo    | ♀️                |
| Everybody (Backstreet's Back)*          | Backstreet Boys (Millennium Alert)            | 1997  | Quatuor | ♂️♂️♂️♂️          |
| Fancy                                   | TWICE                                         | 2019  | Trio    | ♀️♀️♀️            |
| Fancy Footwork                          | Chromeo                                       | 2007  | Solo    | ♂️                |
| Fit But You Know It                     | The Streets                                   | 2004  | Solo    | ♂️                |
| Get Busy                                | KOYOTIE                                       | 2019  | Duo     | ♀️♀️              |
| God Is A Woman                          | Ariana Grande                                 | 2018  | Solo    | ♀️                |
| High Hopes (All Stars)                  | Panic! At The Disco                           | 2018  | Quatuor | ♂️♀️♂️♀️          |
| I Am The Best                           | 2NE1                                          | 2011  | Trio    | ♀️♀️♀️            |
| I Don't Care                            | Ed Sheeran ft. Justin Bieber                  | 2019  | Solo    | ♀️                |
| I Like It                               | Cardi B ft. Bad Bunny & J Balvin              | 2018  | Trio    | ♂️♀️♂️            |
| Infernal Galop (Can-Can)*               | Jacques Offenbach (The Just Dance Orchestra)  | 1858  | Duo     | ♀/♀               |
| Just An Illusion*                       | Imagination (Equinox Stars)                   | 1982  | Duo     | ♂️♂️              |
| Keep In Touch                           | JD McCrary                                    | 2019  | Solo    | ♂️                |
| Kill This Love                          | BLACKPINK                                     | 2019  | Quatuor | ♀️♀️♀️♀️          |
| Le bal masqué*                          | La Compagnie Créole (Dr. Creole)              | 1984  | Quatuor | ♀️♂️♀️♀️          |
| MA ITŪ                                  | Stella Mwangi                                 | 2019  | Solo    | ♀️                |
| My New Swag                             | VAVA ft. Ty & Nina Wang                       | 2017  | Solo    | ♀️                |
| Old Town Road (Remix)                   | Lil Nas X ft. Billy Ray Cyrus                 | 2019  | Solo    | ♂️                |
| Policeman                               | Eva Simons ft. Konshens                       | 2015  | Trio    | ♂️♀️♂️(2 animaux) |
| Rain Over Me                            | Pitbull (rappeur) ft. Marc Anthony            | 2011  | Solo    | ♀️                |
| Skibidi                                 | Little Big                                    | 2018  | Duo     | ♂️♀️              |
| Só Depois do Carnaval                   | Lexa                                          | 2019  | Solo    | ♀️                |
| Soy Yo                                  | Bomba Estéreo                                 | 2015  | Solo    | ♀️                |
| Stop Movin'                             | Royal Republic                                | 2019  | Trio    | ♂️♀️♂️            |
| Sushi                                   | Merk & Kremont                                | 2018  | Solo    | ♂️                |
| Taki Taki                               | DJ Snake ft. Selena Gomez, Ozuna, Cardi B     | 2018  | Solo    | ♀️                |
| Talk                                    | Khalid                                        | 2019  | Solo    | ♀️                |
| Tel Aviv                                | Omar Adam ft. Arisa                           | 2013  | Trio    | ♂️♂️♂️            |
| The Time (Dirty Bit)                    | The Black Eyed Peas                           | 2010  | Quator  | ♂️♀️♂️♀️          |
| Ugly Beauty                             | Jolin Tsai                                    | 2018  | Trio    | ♀️♀️♀️            |
| Vodovorot                               | XS Project                                    | 2011  | Solo    | ♂️                |

(*): Elle indique que la chanson du jeu est une reprise.
(All Stars) : Indique que la chanson est débloquable à la fin du mode All Stars, disponible sur les consoles de la 8e génération.

### Mode Alternative
| Chanson               | Artiste(s)                                | Année | Thème                       | Mode | Danseur(s)        |
| --------------------- | ----------------------------------------- | ----- | --------------------------- | ---- | ----------------- |
| 7 rings               | Ariana Grande                             | 2019  | Extrême                     | Solo | ♀️                |
| bad guy               | Billie Eilish                             | 2019  | Version Billie              | Solo | ♀️                |
| Bangarang             | Skrillex ft. Sirah                        | 2011  | Extrême                     | Solo | ♂️                |
| God Is A Woman        | Ariana Grande                             | 2018  | Version Déesse              | Solo | ♀️                |
| I Am The Best         | 2NE1                                      | 2011  | Extrême                     | Solo | ♂️                |
| Kill This Love        | BLACKPINK                                 | 2019  | Extrême                     | Solo | ♀️                |
| Old Town Road (Remix) | Lil Nas X ft. Billy Ray Cyrus             | 2019  | Version Cowboy              | Trio | ♂️/♀️/♂️          |
| Rain Over Me          | Pitbull (rappeur) ft. Marc Anthony        | 2011  | Extrême                     | Solo | ♂️                |
| Soy Yo                | Bomba Estéreo                             | 2015  | Version Charmeur de Serpent | Duo  | ♂️/♀️ (un animal) |
| Sushi                 | Merk & Kremont                            | 2018  | Extrême                     | Solo | ♀️                |
| Taki Taki             | DJ Snake ft. Selena Gomez, Ozuna, Cardi B | 2018  | Version Hommes des Cavernes | Duo  | ♂️/♂️             |
| Talk                  | Khalid                                    | 2019  | Extrême                     | Solo | ♀️                |
| The Time (Dirty Time) | The Black Eyed Peas                       | 2010  | Extrême                     | Solo | ♀️                |